# Stephan Schulzer von Müggenburg
Stephan Schulzer von Müggenburg (n. 19 august 1802, Vidusevitz (Viduševac), Monarhia Habsburgică – d. 5 februarie 1892, Vinkovci, Austro-Ungaria) a fost un ofițer (maior), micolog, dar și desenator precum ilustrator austro-ungar. Abrevierea numelui său în cărți științifice este Schulzer. 

## Biografie
Stephan a fost descendentul unei familii din regiunea Magdeburg, emigrată în Austria în secolul al XVIII-lea. S-a născut în castelul din Winkowitz, la frontiera militară, unde tatăl lui a slujit ca ofițer habsburgic. După ce și-a pierdut mama deja scurt după naștere, a primit de la tatăl lui o educație atentă, dar foarte strictă, fără prezență școlară. La vârsta de 15 ani a pierdut și părintele.

## Cariera militară

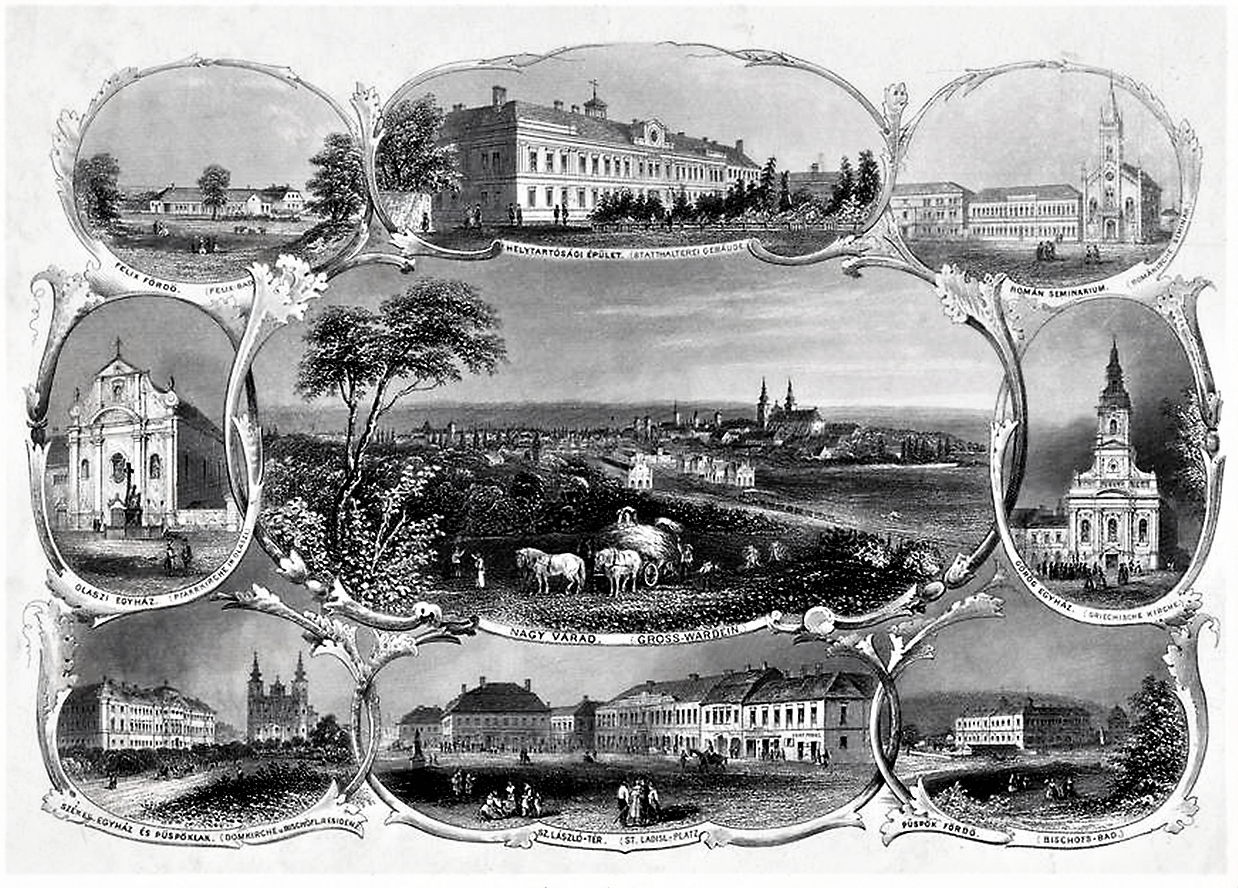
Oradea pe la 1850

În anul 1817, după moartea tatălui, a fost înscris la școala militară de cadeți din Olmütz, iar în 1821 a participat cu Regimentul Infanterie n. 39 la campania din Piemont, unde a fost rănit destul de grav. În 1831, cu rangul de locotenent-major, a fost profesor la școala militară din Oradea, iar în 1839 o obținut gradul de căpitan de prima clasă. În timpul stingerii unui incendiu la mijlocul iernii la -40° C, ambele brațe au fost paralizate (1841). De acea a trebuit să fie pensionat. Chiar atunci s-a căsătorit cu Katharina Kopasz care l-a îngrijit timp de un, fiind vindecat prin hidroterapii în astfel de măsură,  că a fost în stare să-și reia datoria în 1842. Deși a servit ca maior în Garda Națională Maghiară în timpul Revoluției Maghiare din 1848, a fost reabilitat în anul următor, reintegrat în armată austriacă și însărcinat cu fundația unui spital militar cu cure pe baza hidroterapiei în Vinkovci. Acolo s-a infectat cu febră tifoidă, în consecința căreia capacitatea vizuală și auzul au suferit puternic. Începând din 1852, a devenit comandant al școlii Statului General de Graniță din Winkowitz, iar în 1858, numit maior, șef al centrului militar de educație superioară din Kamenitz, în apropiere de Novi Sad (astăzi Serbia). El a fost pensionat definitiv la propria cerere în anul 1859, dar a mai ajutat de bunăvoie la școala militară din Slavonski Brod.

## Cariera științifică

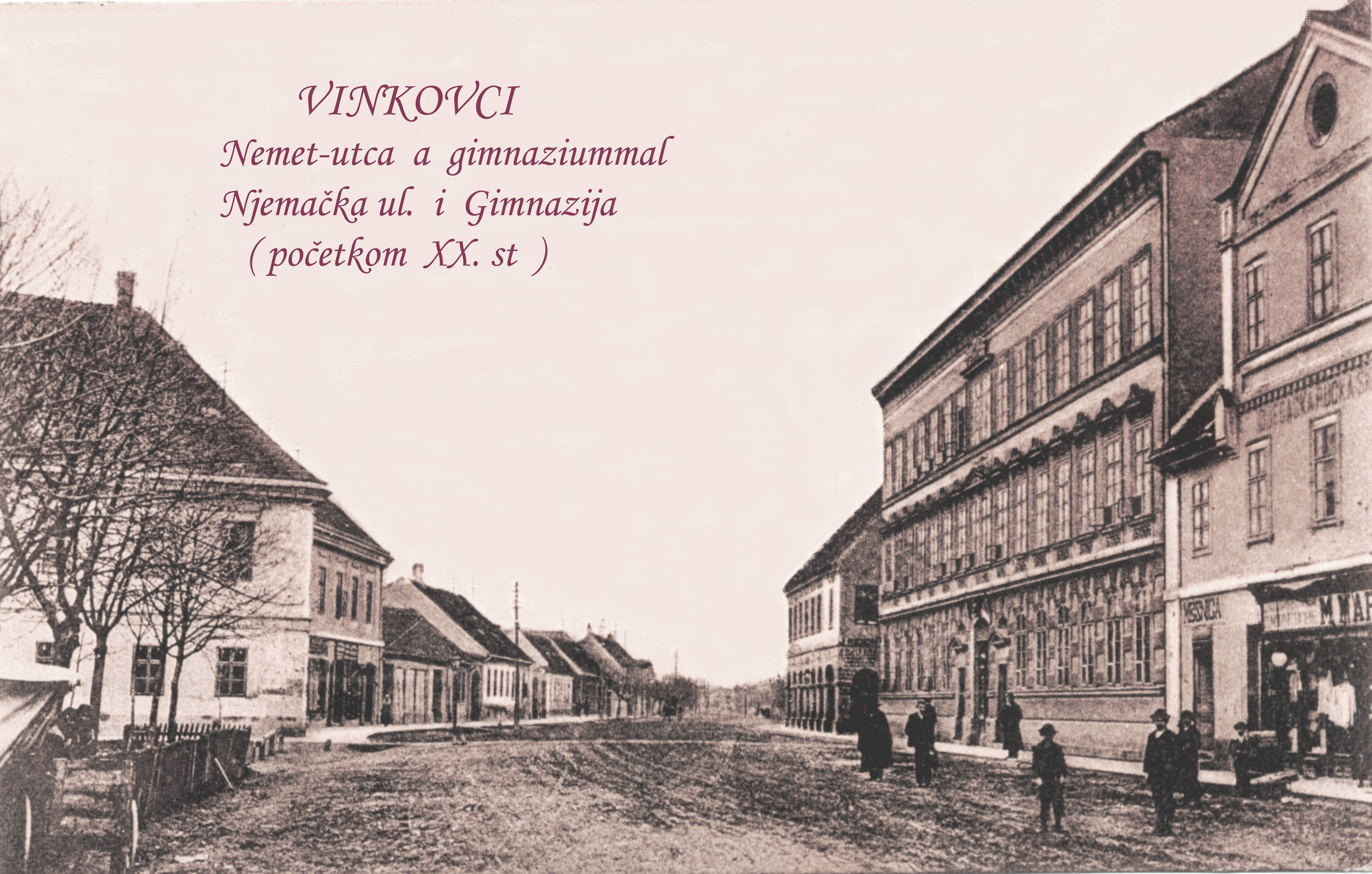
Vinkovci pe vremuri

Într-adevăr, Schulzer a cerut pensia în primul rând pentru a se dedica deplin studiului micologiei. Deja în 1831, când a fost profesor la școala militară din Oradea, a început să culeagă, analizeze și descrie multe soiuri din regiune cu mare pasiune, mai târziu a efectuat cercetări, printre altele, în domeniul fostei Ungaria, în Banat, Transilvania, Slavonia și Slovacia, publicând rezultatele obținute în cărți și în numeroase reviste. Toate descrierile lui au fost ilustrate de el cu desene colorate. În lucrarea sa Systematische Aufzählung des Schwämme Ungarns, Slavoniens und des Banates („Enumerarea sistematică a bureților din Ungaria, Slavonia și Banat”) din 1857 a descris mai mult de 500 de specii de ciuperci în cea mai mare parte din divizia Hymenomycetes (conținând ordinile Agaricales, Boletales și Russulales) în care a  dedus excepțional un domeniu până atunci necunoscut al florei fungide. Opera sa cea mai prestigioasă a fost o sistematică cu multe ilustrații a tutor bureților din Ungaria și Slavonia cu descrierea de aproximativ 1800 de specii pe care le-a observat. Această mare lucrare însa nu a fost publicată de el, ci a fost achiziționată în 1869 de către Academia Ungară de Științe, care a finanțat în același an lucrările lui complementare din Munții Carpați, cesionând editarea micologului Karl Kalchbrenner (1807-1886). Savantul a scris multe articole despre subiectul cercetărilor sale în jurnalul Verhandlungen der k. k. zoologisch-botanischen Gesellschaft din Viena.
Schulzer von Müggenburg a fost membru multor societăți științifice din imperiu și străinătate. A corespondat cu micologi importanți, unul dintre ei fiind faimosul savant francez Lucien Quélet. Micologul a fost considerat expert recunoscut în Austria-Ungaria, deși lucrările sale prezintă parțial deficiențele unui autodidact. Cu toate acestea, mai multe ciuperci pe care le-a descris au fost recunoscute specii noi și multe poartă numele său. De unguri, Stephan este lăudat mare micolog maghiar, de croați mare micolog croat. Fapt este, că nu a fost de proveniență nici maghiară, nici croată. Aproape toate publicațiile lui au fost scrise în limba germană.

## Genuri și specii descrise de Schulzer (selecție)

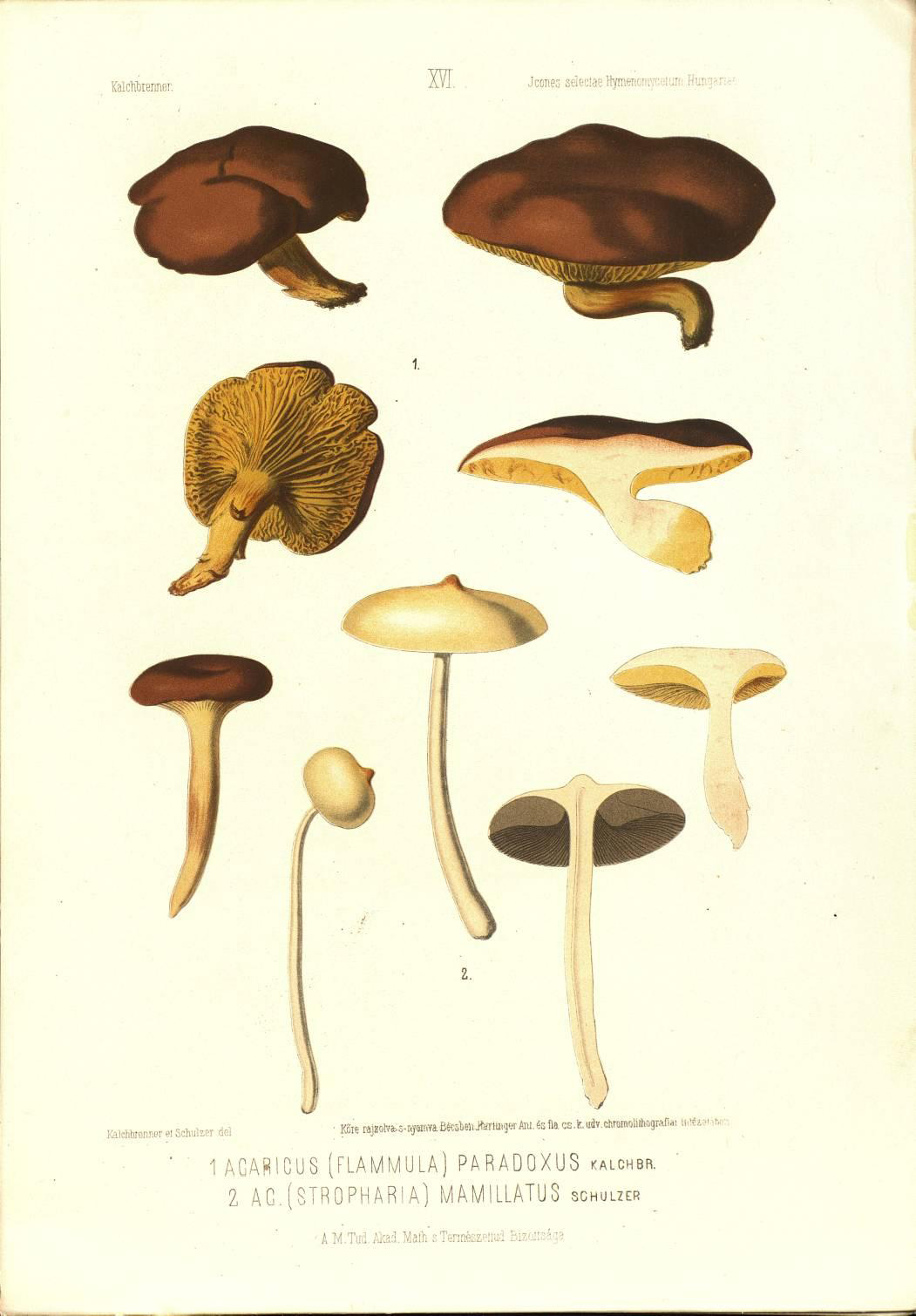
Schulzer: Agaricus rhodoxanthus

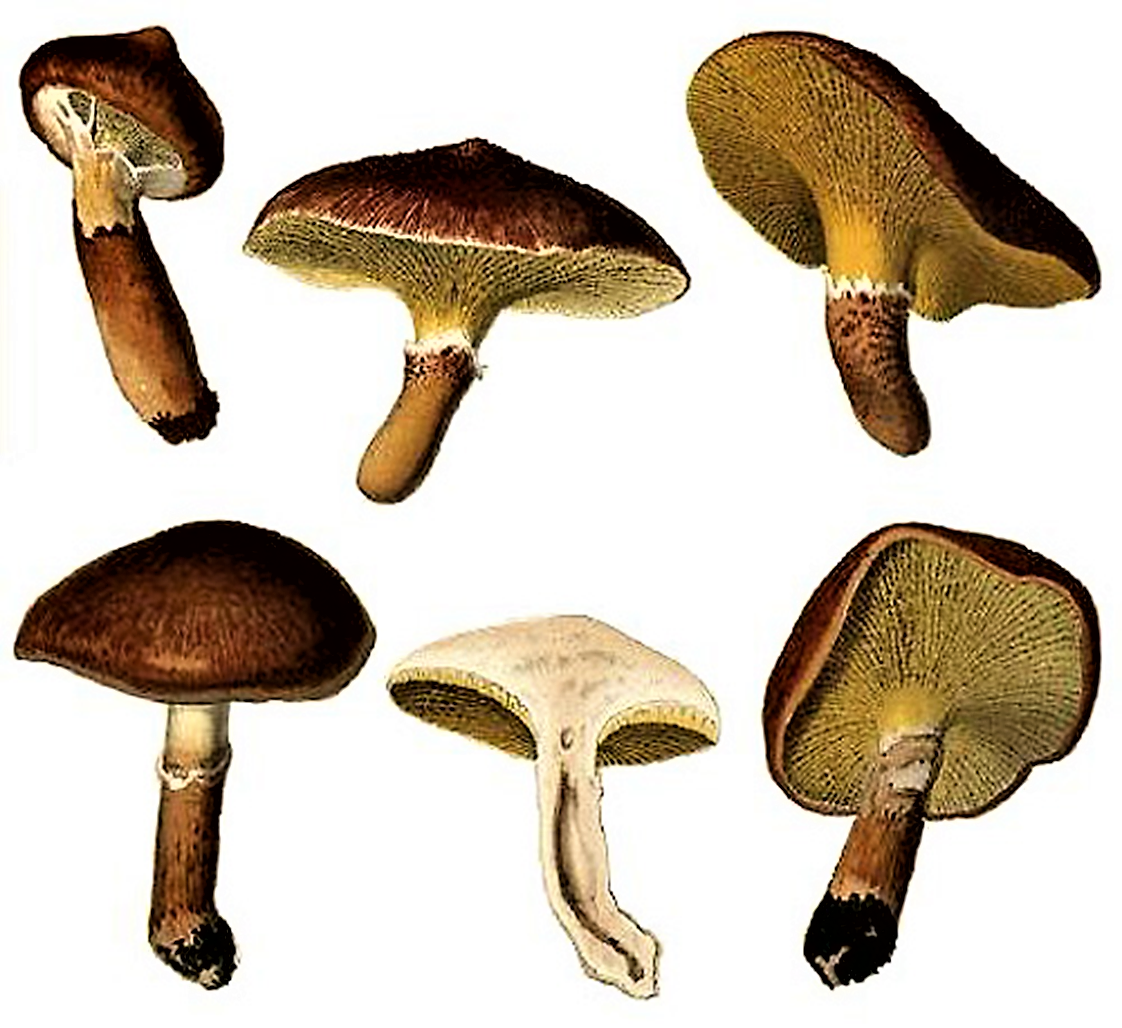
Schulzer: Boletinus cavipes

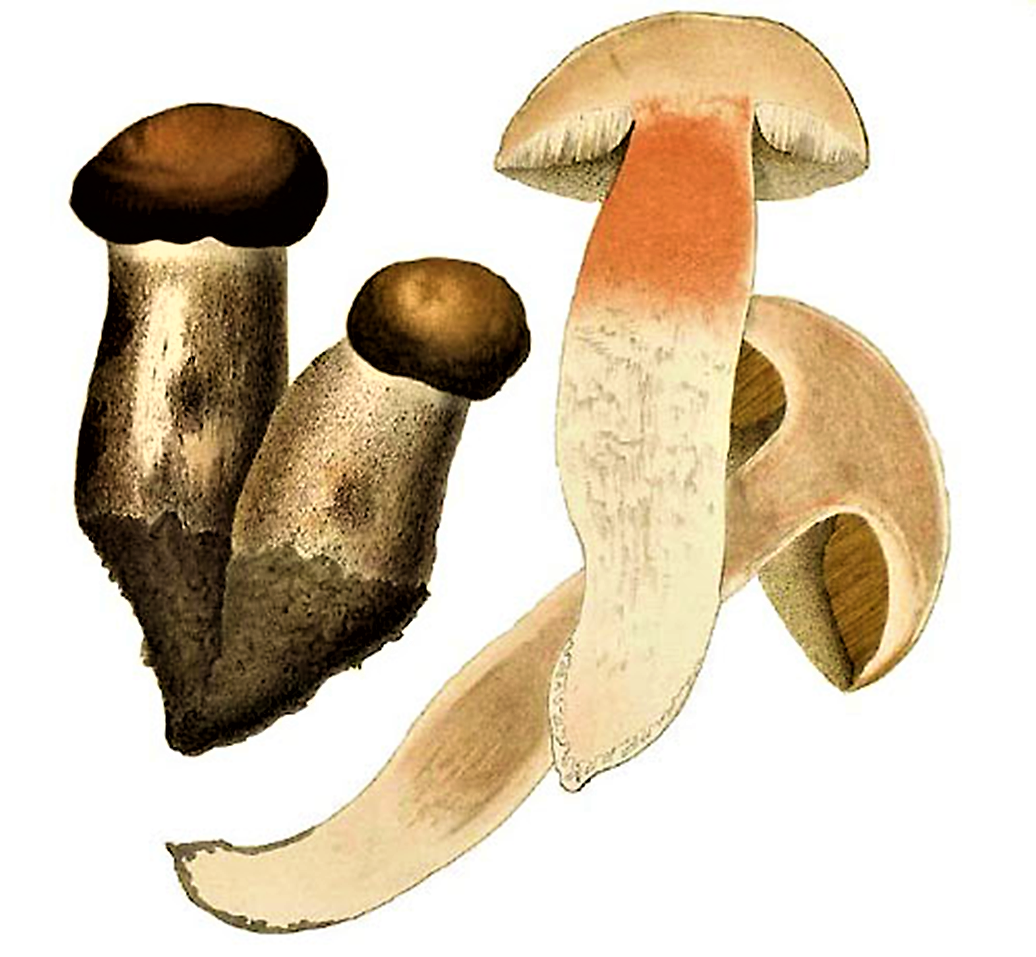
Schulzer: Leccinum duriusculum

- Schulzeria, gen, împreună cu Giacomo Bresadola
- Boletus duriusculus Schulzer (1859/1874)
- Agaricus prunarii Schulzer (1878)
- Agaricus perrarus sin. Agaricus augustus
- Collybia dryophila var. peronata, var. vernalis Schulzer & Bres.
- Hohenbuehlia petaloides (Bull. ex Fr.) Schulzer
- Leucoagaricus bresadolae
- Pluteus fenzlii (Schulzer) Corriol & P.-A.Moreau (2007)
- Polyporus pallidus sin. Cerioporus squamosus

## Genuri și specii denumite în onoarea lui Schulzer (selecție)
În onoarea renumitului micolog au fost denumite un gen și peste 20 de specii de ciuperci, de exemplu:
| - Schulzeria Bres. & Schulzer, 1886 (Agaricaceae) - Agaricus schulzeri Kalchbr., 1873 (Agaricaceae) - Amphisphaeria schulzeri Sacc. & Traverso, 1910 (Amphisphaeriaceae) - Auricularia schulzeri Quél. & Bres., 1885 (Auriculariaceae) - Boletus schulzeri Quél., 1885 (Boletaceae) - Camarophyllopsis schulzeri (Bres.) Herink, 1958 (Clavariaceae) - Ceratostoma schulzeri Pirotta, 1882 (Ceratostomataceae) - Cryptosphaeria schulzeri Sacc., 1884 (Diatrypaceae) - Cytospora schulzeri Sacc. & P.Syd., 1899 (Anamorfică de Valsa) - Daedalea schulzeri Poetsch, 1879 (Fomitopsidaceae) - Fusicoccum schulzeri Sacc., 1869 (Anamorfică de Botryosphaeria) | - Hygrophorus schulzeri Bres., 1881 (Hygrophoraceae) - Marasmius schulzeri Quél., 1885 (Marasmiaceae) - Otidea schulzeri Quél., 1885 (Pyronemataceae) - Peziza schulzeri Quél., 1885 (Pezizaceae) - Polyporus schulzeri Kalchbr., 1868 (Polyporaceae) - Polyporus schulzeri Fr., 1874 (Polyporaceae) - Psathyra schulzeri Quél., 1885 (Psathyrellaceae) - Psilobotrys schulzerii Sacc., 1884 = Myrmecridium schulzeri ( Ascomycota) - Radulum schulzeri Quél., 1885 (Gnomoniaceae) - Ramularia schulzeri Bäumler, 1888 (Anamorfică de Mycosphaerella) - Stereum schulzeri Quél., 1885 (Stereaceae) |

## Publicații (selecție)
- Systematische Aufzählung des Schwämme Ungarns, Slavoniens und des Banates, welche diese Länder mit anderen gemein haben (1857)
- Beiträge zur Pilzkunde, în: K.K. Zoologisch-botanische Gesellschaft, vol. X, Editura W. Braunmüller, Viena 1860
- Mycologische Beobachtungen für 1864, K.K. Zoologisch-botanische Gesellschaft, vol. XIV, Editura W. Braunmüller, Viena 1864  (1864)
- Die bisher bekannten Pflanzen Slavoniens, inclus 2 suplemente, Editura Carl Czermak, Viena 1866 (împreună cu alții)
- Mykologische Miscellen, în: K.K. Zoologisch-botanische Gesellschaft, vol. XVI, Editura W. Braunmüller, Viena 1866, p. 797-816
- Mykologische Beobachtungen aus Nord-Ungarn im Herbste 1869, în: K.K. Zoologisch-botanische Gesellschaft, vol. XX, Editura W. Braunmüller, Viena 1870, p. 169-210
- Icones selectae Hymenomycetum Hungariae, 4 volume cu 40 de plăci, Editura Magyar Tudományos Akadémia, Budapesta 1873-1877 (împreună cu Karl Kalchbrenner])
- Mykologische Beiträge, în: K.K. Zoologisch-botanische Gesellschaft, vol. XXV, primul semestru, Editura W. Braunmüller, Viena 1875
- Mykologisches: Die heutige Gattung Agaricus, Editura autorului, Viena 1882
- Das Unangenehmste Erlebnis auf der Bahn meines wissenschaftlichen Forschens: Eine Beleuchtung unserer mycologischen Zustände, Editura Albrecht, Agram (Zagreb) 1886
- Einige Worte über die Magyarhon Myxogasterei irta hazslinszki Frigyes Esperies 1877, Editura Albrecht, Agram (Zagreb) 1886
- Berichtigungen Helvellaceen, Editura Albrecht, Agram (Zagreb) 1886